# Kranskaktus
Kranskaktus (Rebutia minuscula) är en suckulent växt inom släktet Rebutia och familjen kaktusar. Rebutia minuscula är typart för släktet och beskrevs 1895 av Karl Moritz Schumann. Kranskaktusen är insjunket klotformad, tuvbildande och blir upp till 5 centimeter i diameter.

## Förekomst
Kranskaktusens naturliga växtplats är i Sydamerika, närmare bestämt norra Argentina i provinserna Tucumán och Salta. Där kan de återfinnas en bit upp i Anderna, från 1500 till 3000 meter över havet.

## Synonymer[1]
- Echinopsis minuscula (K.Schum.) F.A.C.Weber 1896
- Rebutia senilis Backeb. 1932
- Rebutia grandiflora Backeb. 1935
- Rebutia violaciflora Backeb. 1935
- Rebutia chrysacantha Backeb. 1935
- Rebutia carminea Buining 1941
- Lobivia senilis (Backeb.) H.P.Kelsey & Dayton 1942
- Lobivia chrysacantha (Backeb.) H.P.Kelsey & Dayton 1942
- Lobivia minuscula (K.Schum.) H.P.Kelsey & Dayton 1942
- Rebutia minuscula var. grandiflora (Backeb.) Krainz 1960
- Rebutia graciliflora Backeb. 1963
- Rebutia kariusiana Wessner 1963
- Rebutia minuscula ssp. grandiflora (Backeb.) Donald 1975
- Rebutia minuscula ssp. violaciflora (Backeb.) Donald 1975
- Rebutia senilis var. chrysacantha (Backeb.) Donald 1975

Sedan början av 1990-talet har mer än två dussin ytterligare Rebutia-arter, som tidigare ansetts vara oberoende, inkluderats i denna art. Dessa inkluderar följande:

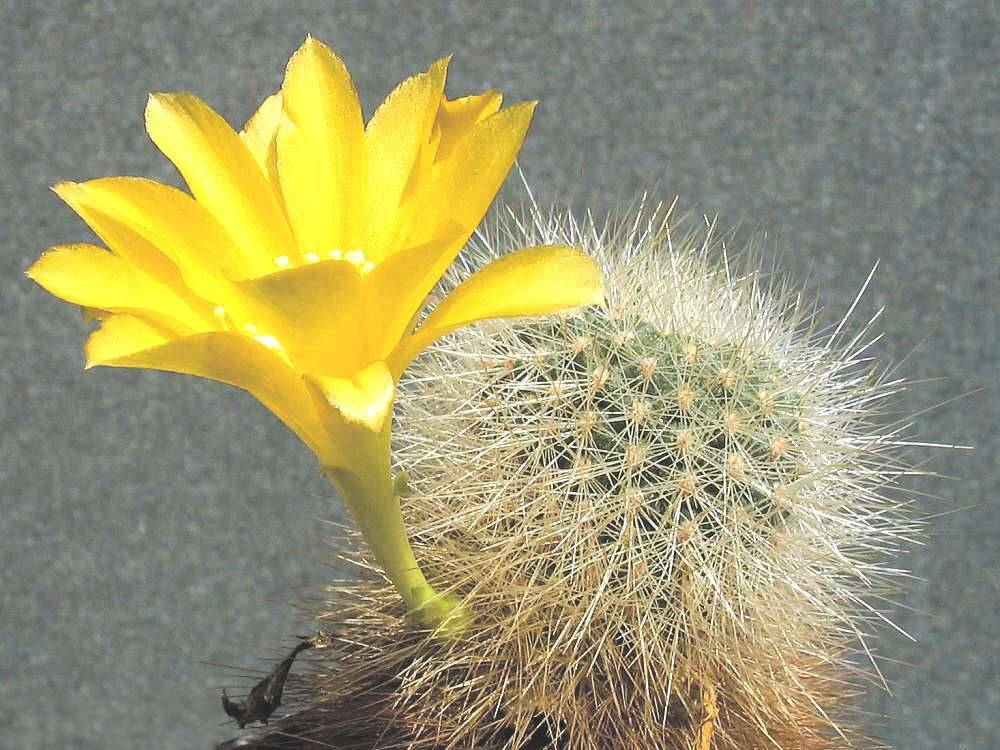
Rebutia chrysacantha
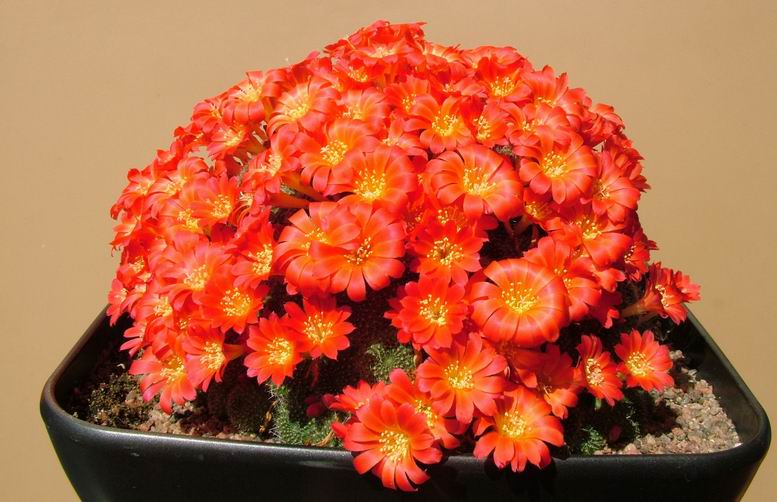
Rebutia senilis v.stuemeri P249
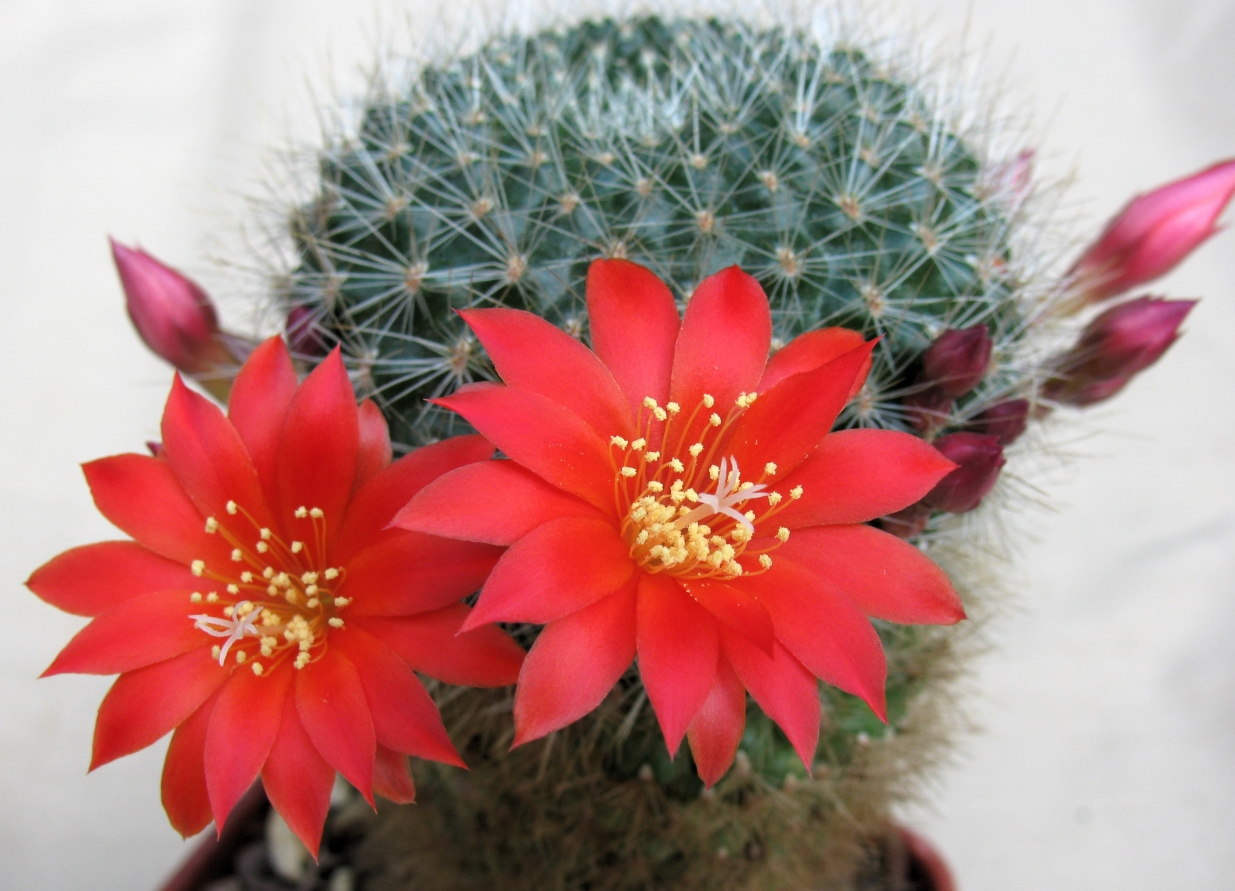
Rebutia senilis v.iseliana
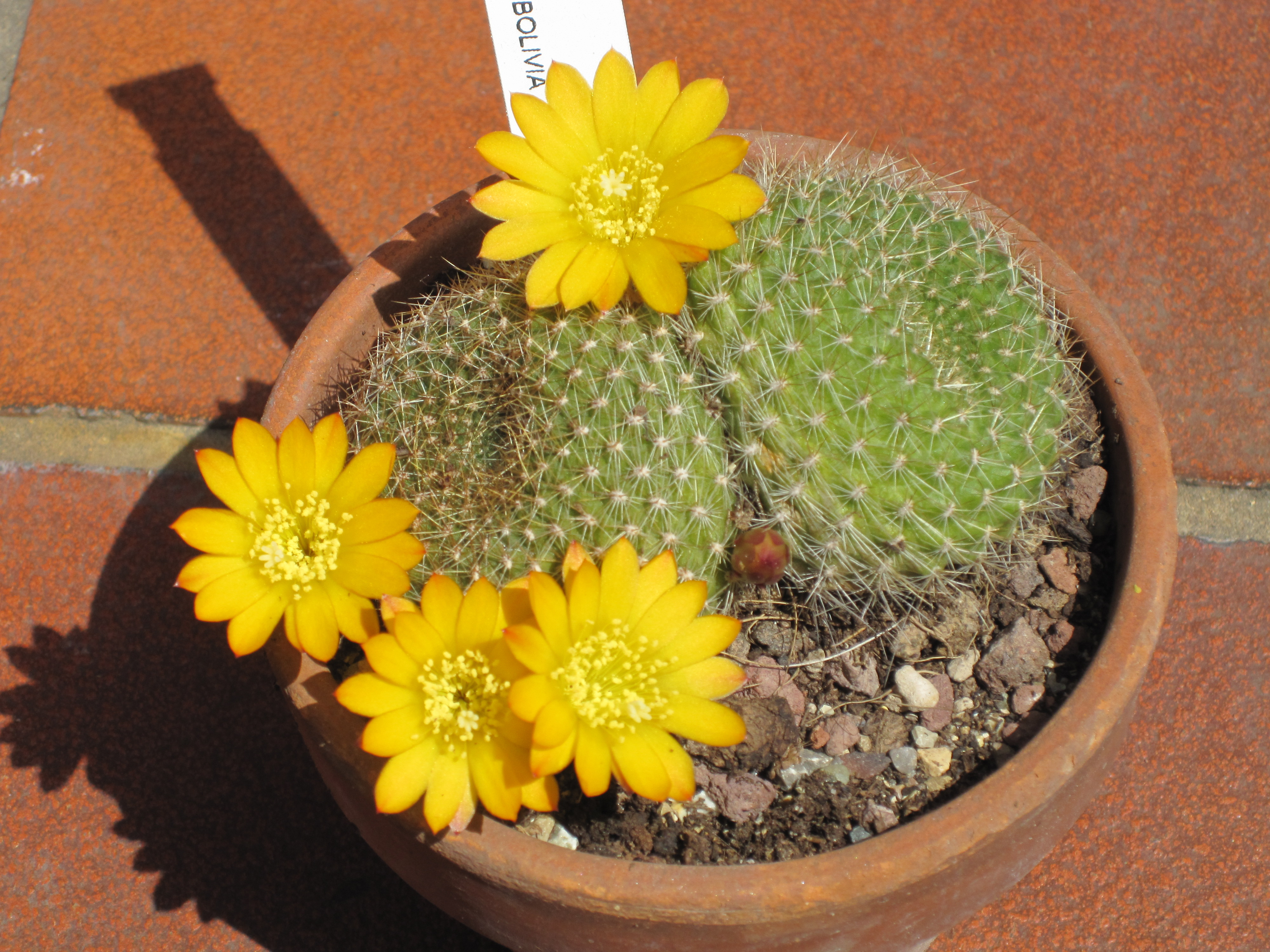
Rebutia marsoneri
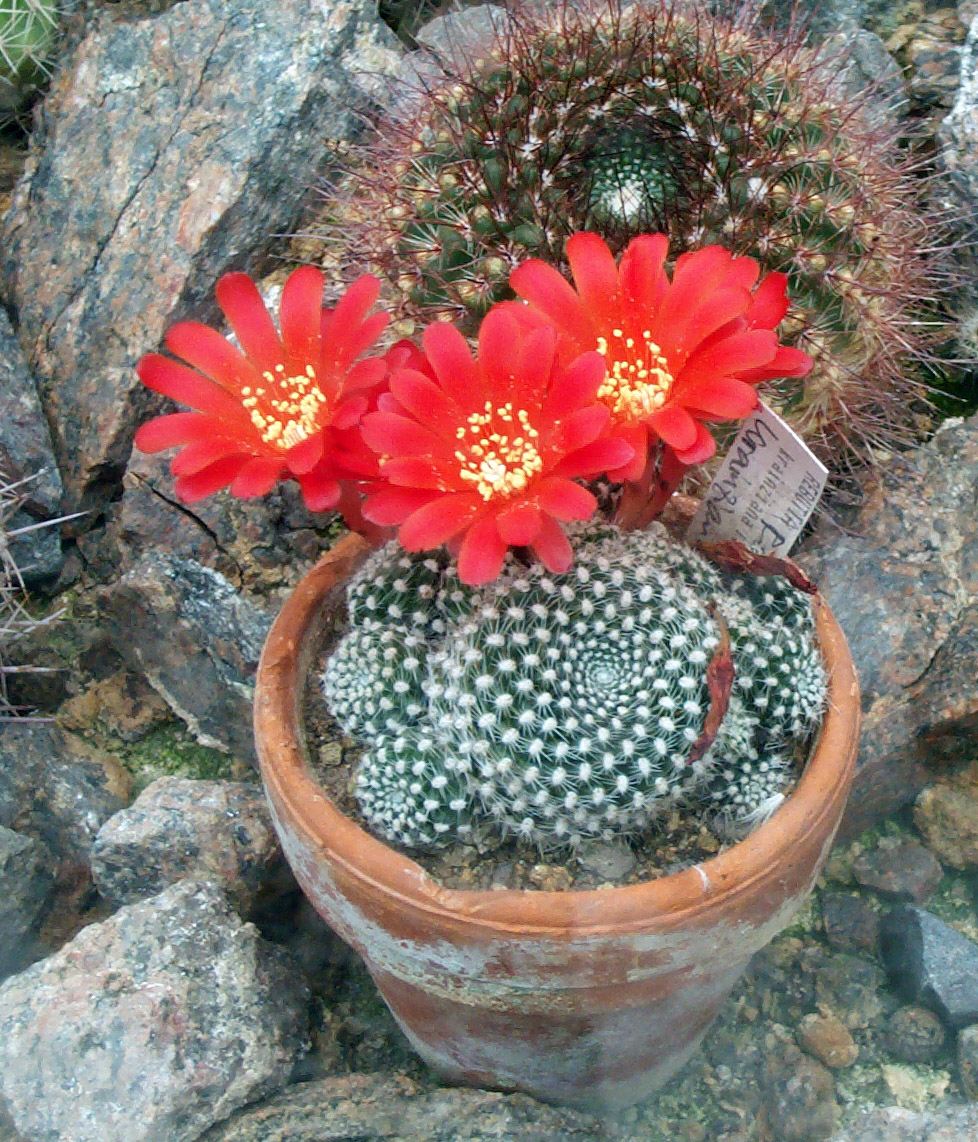
Rebutia krainziana
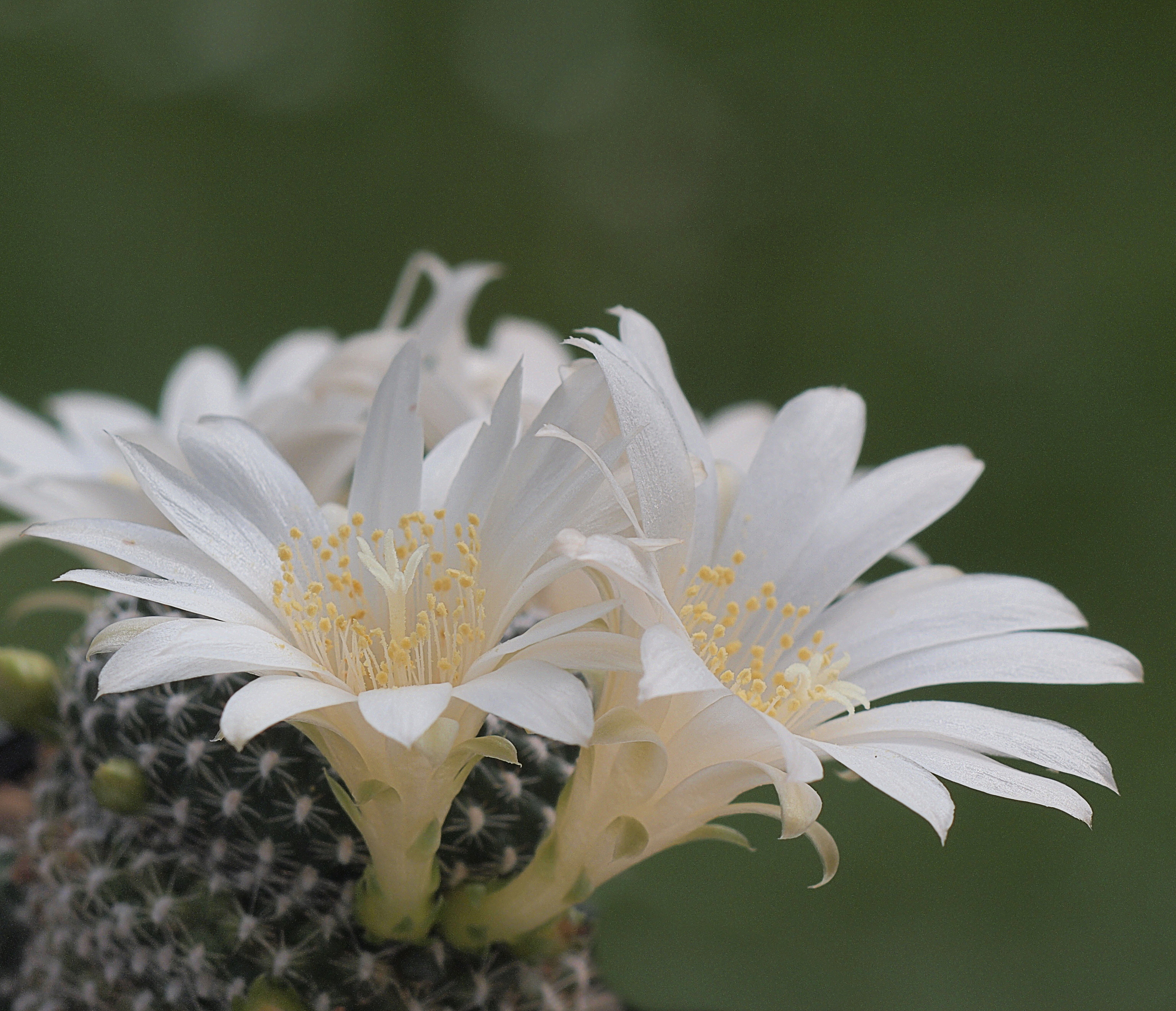
Rebutia krainziana v.albiflora
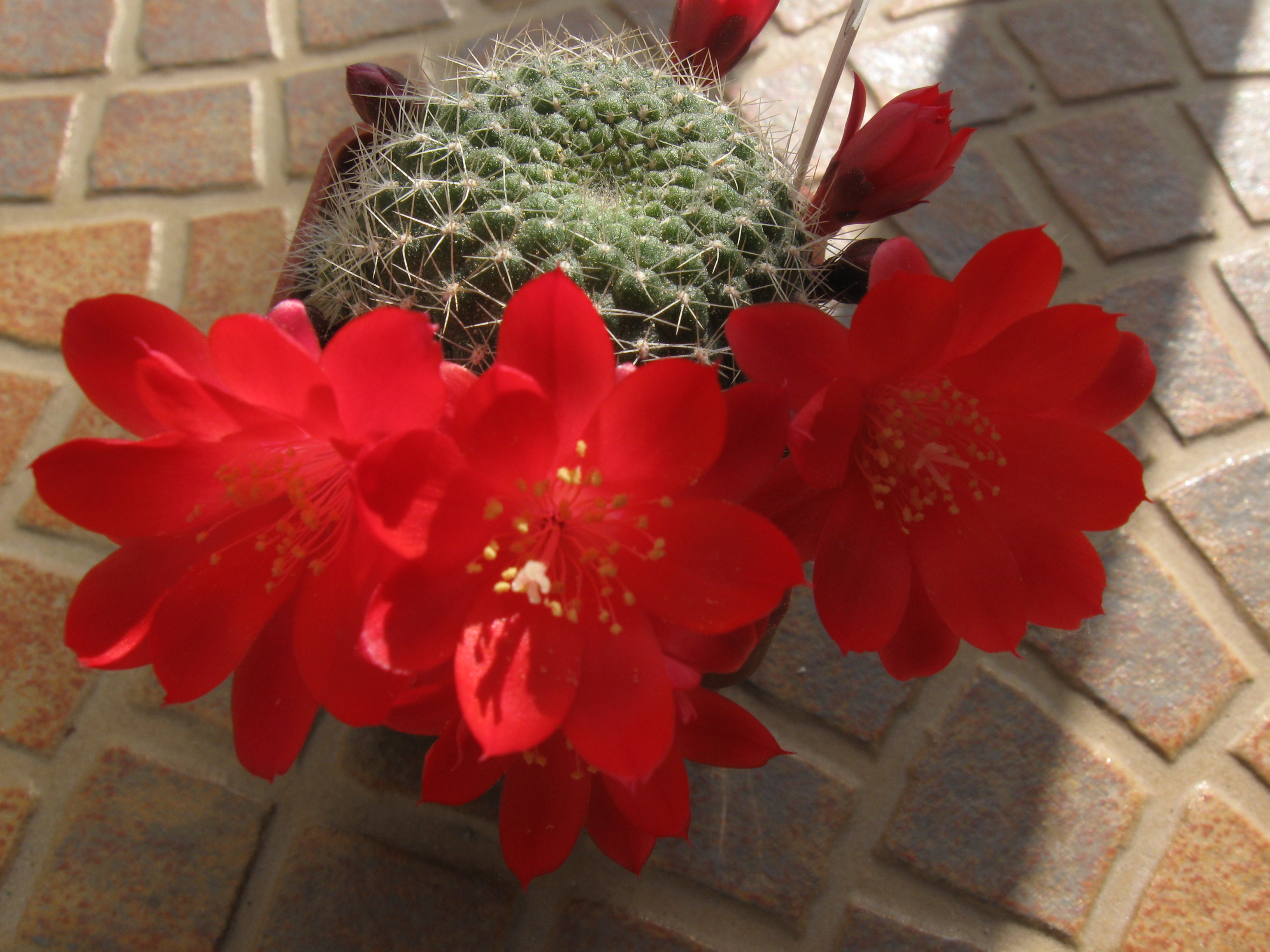
Rebutia grandiflora
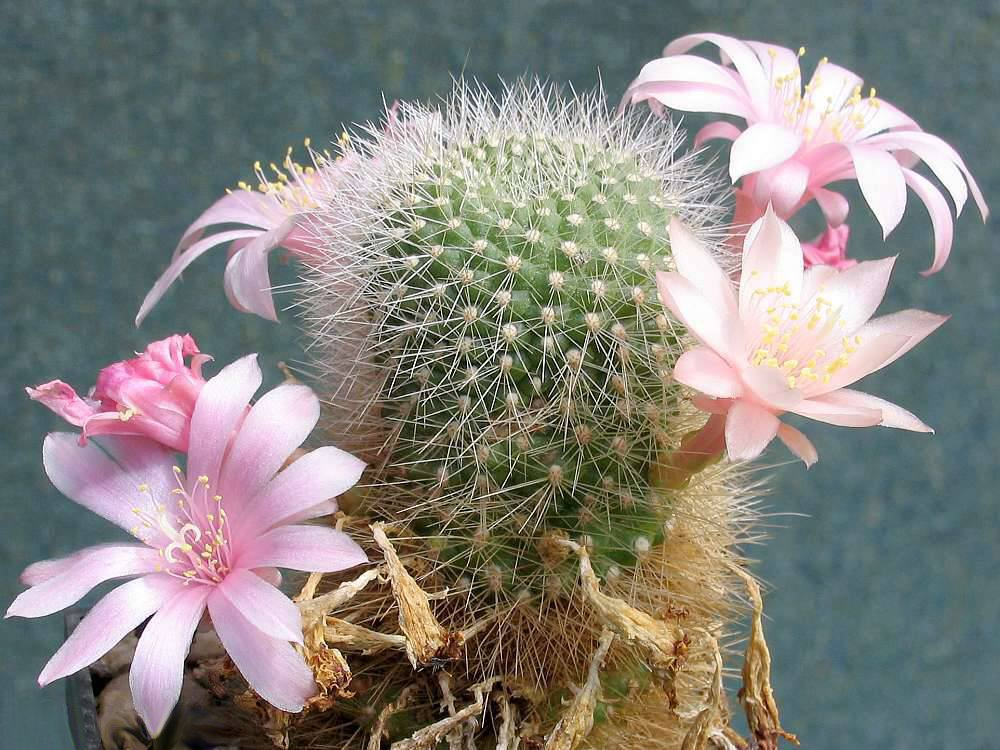
Rebutia kariusiana
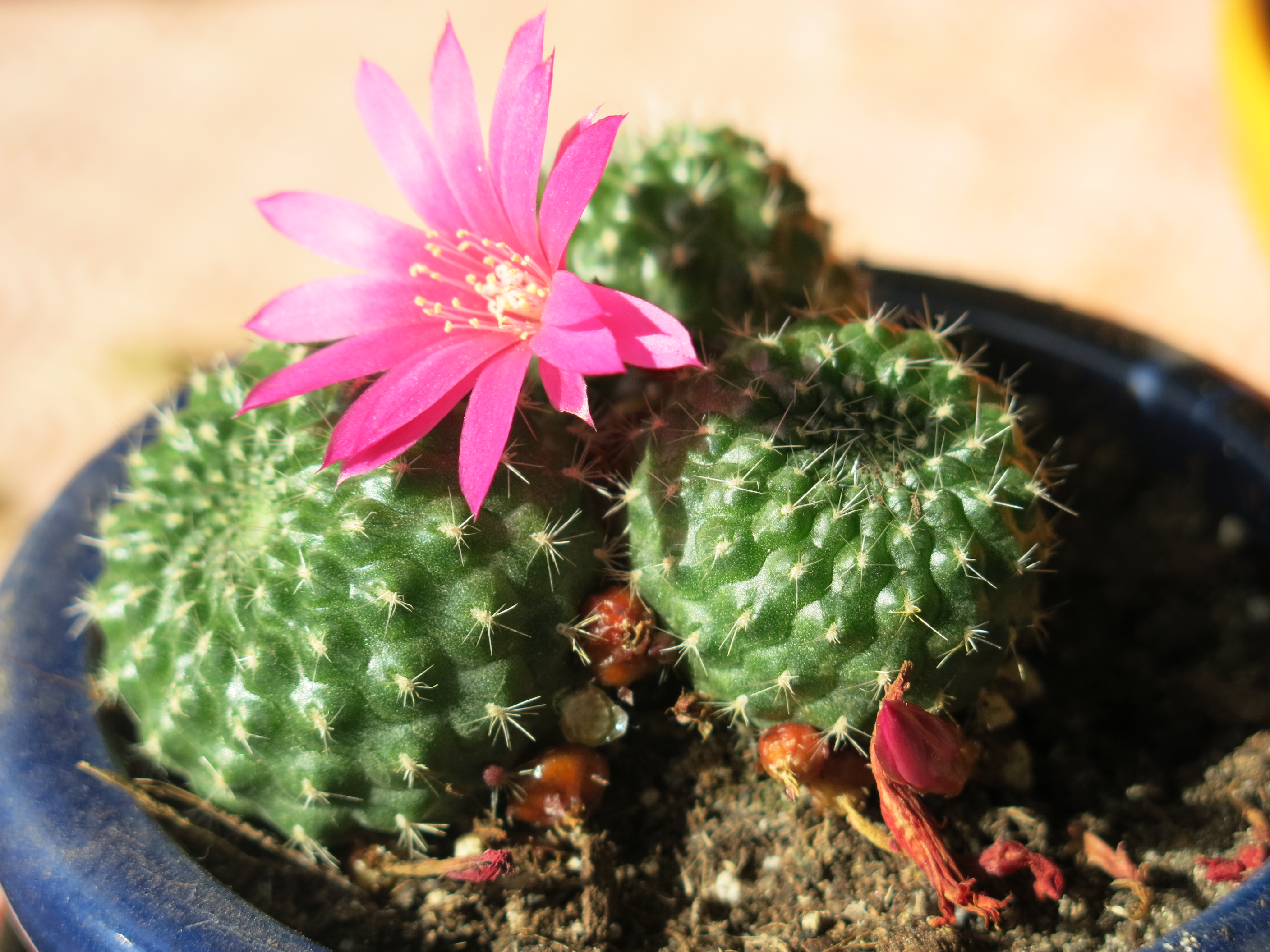
Rebutia ionantha
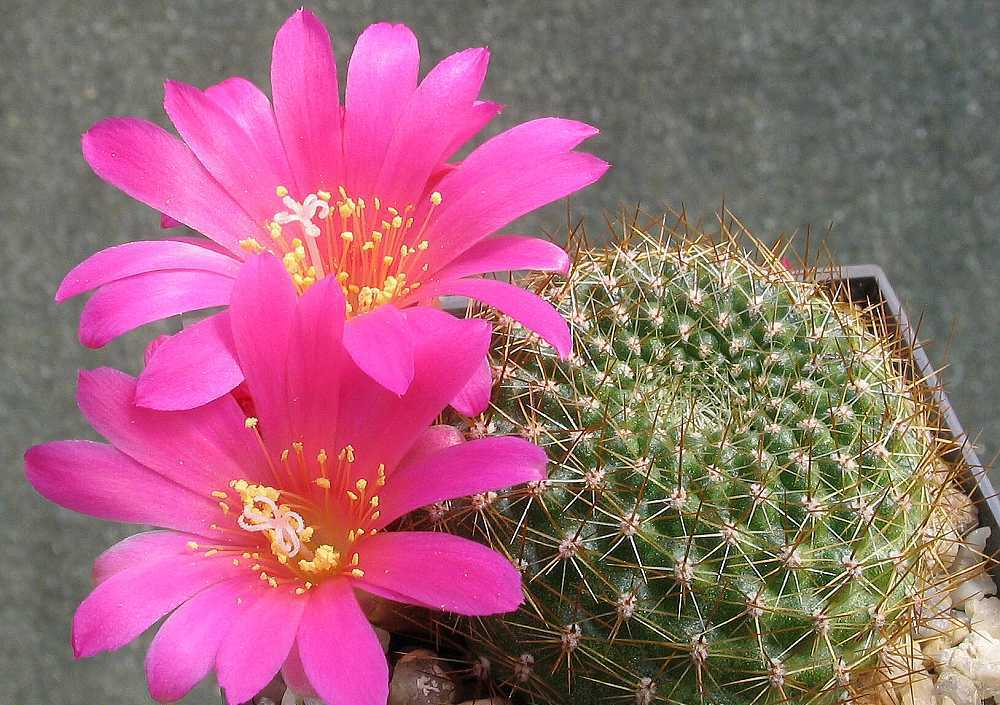
Rebutia violaciflora
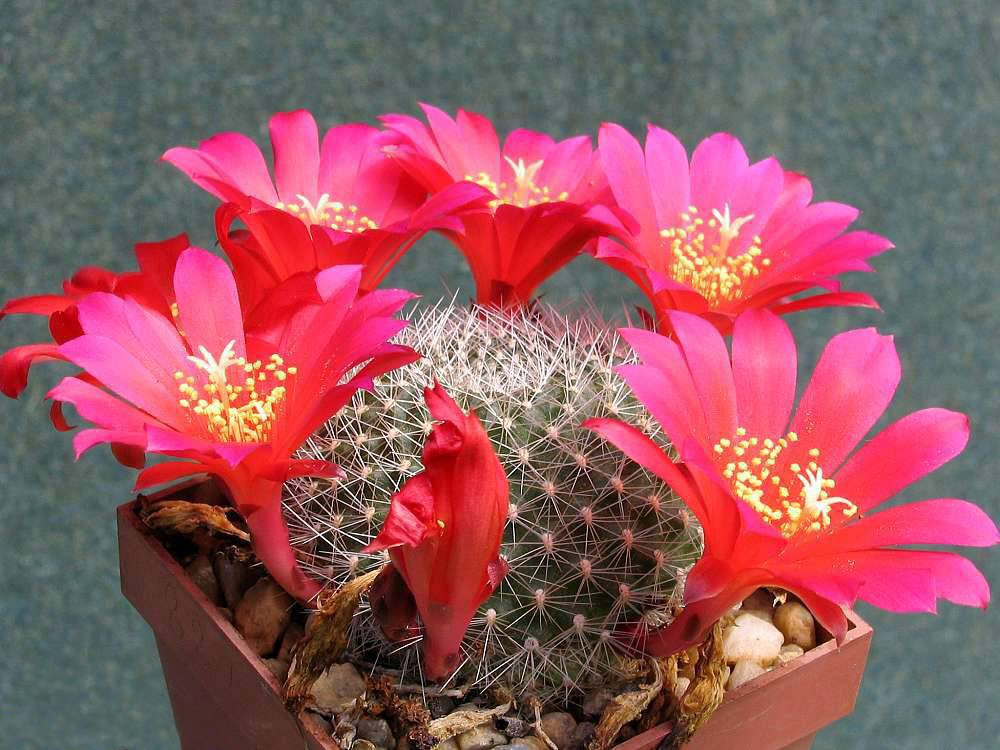
Rebutia wessneriana
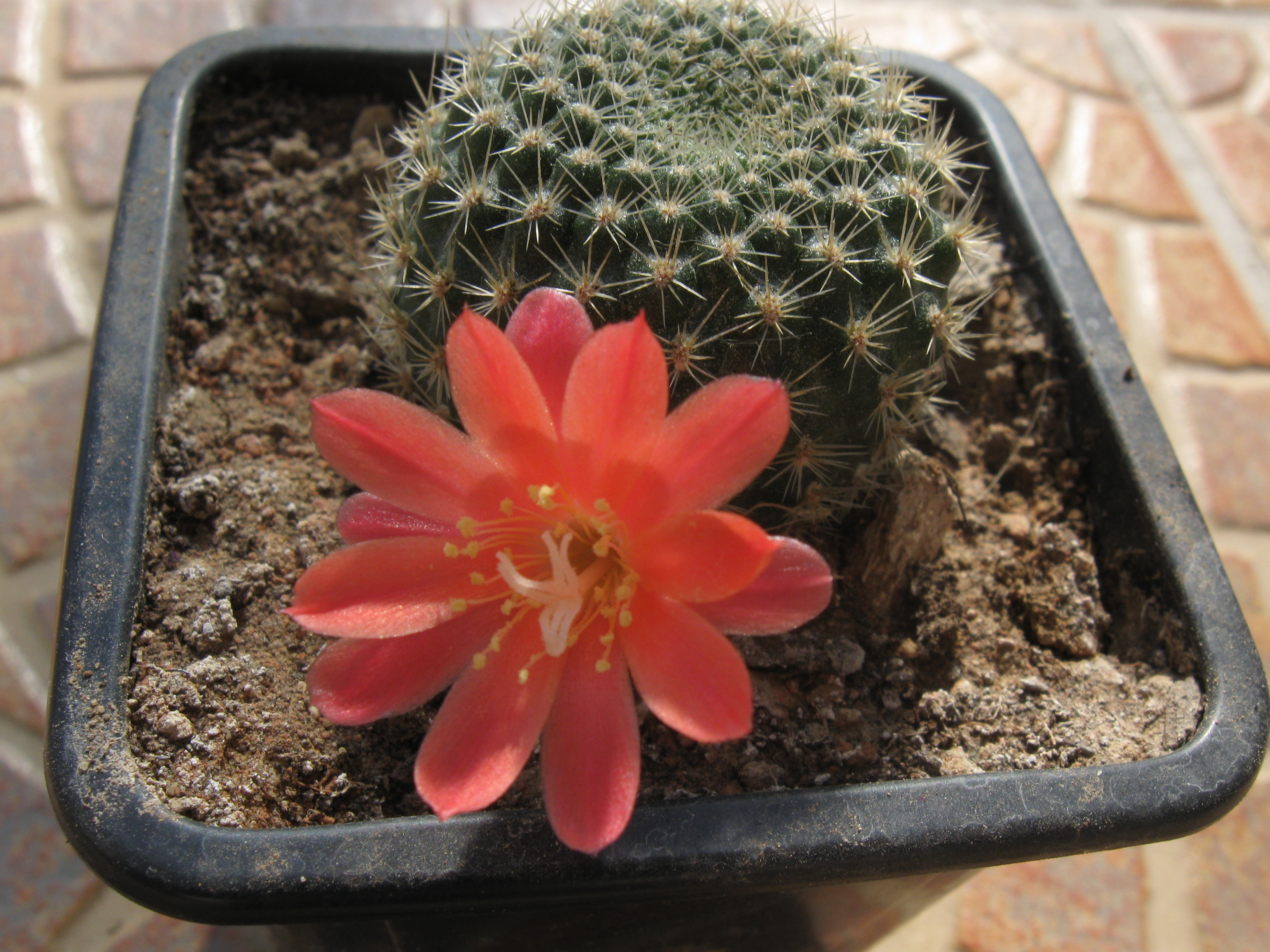
Rebutia xanthocarpa